# Roman Pavljutjenko
Roman Anatoljevitj Pavljutjenko (russisk: Роман Анатольевич Павлюченко) (født 15. december 1981 i Stavropol) er en russisk fodboldspiller, der er angriber.
Pavljutjenko har tidligere spillet for blandt andet de store Moskva-klubber Spartak Moskva og Lokomotiv Moskva, samt i England hos Tottenham. Han har desuden spillet 51 kampe og scoret 21 mål for det russiske landshold.